# Estación Triángulo
Triángulo fue una estación ferroviaria ubicada en la comuna chilena de Lebu, ubicada en la Región del Biobío, y que fue parte del ramal Los Sauces-Lebu. Actualmente la vía se halla levantada y no quedan restos de la estación. En su lugar se emplaza una toma de terrenos.

## Historia
Con el inicio de la planificación y estudios de un ferrocarril que uniera al puerto de Lebu con la red central, varios estudios se realizaron entre 1894 a 1905, pero para 1915 la empresa "The Chilian Eastern Central Railway Company" estaba con problemas financieros y con el tramo entre estación Los Sauces y Guadaba listos; y tuvo que venderle su parte a la Compañía Carbonífera de Lebu, quien siguió los trabajos en 1923. El ferrocarril llegó a esta estación en 1915, con la culminación de la construcción de la sección del ferrocarril entre estación Lebu y la estación Los Álamos. Debido a la tarea de atravesar la cordillera de Nahuelbuta, el ferrocarril entero entró en operaciones en 1939.
Hasta 1929 se encontraba en la zona la estación llamada Santa Rosa que era cabecera del subramal que se dirigía hacia el pique minero Anita. El pique Anita es relevante en la historia del ferrocarril a Lebu ya que esta era la mina de carbón que justificaría la construcción de la línea férrea; sin embargo la calidad del carbón obtenido no fue lo suficiente como para solventar los gastos de la empresa explotadora.
Posterior a esto mapas de 1945 en adelante solo presentan la existencia de la estación Triangulo en la zona.
Aun cuando el ferrocarril dejó de operar a mediados de 1980 y gran parte de su infraestructura había sido sustraída,[cita requerida] el 20 de octubre de 1998 la Empresa de los Ferrocarriles del Estado da de baja el ramal entre Purén y Lebu; y en 2005 se entrega el permiso estatal para la remoción de todo bien mueble e inmueble del ramal. Actualmente la vía se halla levantada, y no quedan restos de la estación.